# 月刊アルカディア
『月刊アルカディア』（COIN OP'ED VIDEOGAME MAGAZINE ARCADIA）は、1999年にエンターブレインから創刊されたアーケードゲーム専門の月刊誌。

## 概要
前身の『ARCADIA』は新声社の倒産により廃刊となった月刊誌『ゲーメスト』の後継誌として、エンターブレインに移籍した『ゲーメスト』の元編集者や、同じく廃刊になった月刊誌『ネオジオフリーク』の元ライターらが製作に参加し、1999年12月に創刊。初代編集長は林久徳元。『ファミ通』に出張コーナーとして記事を掲載しながら、不定期刊行のムックとしてVol.3まで刊行。2000年6月号より月刊誌『月刊アルカディア』として新創刊した。
新雑誌ながら『ゲーメスト』本誌で培われたノウハウを生かして誌面が編集され、『ゲーメスト』の廃刊以降、それに代わる情報誌の創刊を待ち望んでいた多くの読者の支持を獲得した。また、『ゲーメスト』時代と同様、ゲームタイトル別の攻略本やムックなど関連誌の出版も行っている。
誌面は、ジャンル的に縛りのあった『ゲーメスト』時代に比べてマニアックさが減り、かなり一般向けの内容になった。特にリニューアル後は、明確にライトゲーマーや女性ゲーマーを意識した書かれ方になっている。また、『ゲーメスト』時代には消極的だった音楽ゲームやメダルゲーム、プライズゲーム関連の記事も充実しており、特にコナミの『BEMANIシリーズ』に関してはファンページの連載に力を注いでいる。
創刊初期は唯一のアーケード情報誌ということもあり売り上げも好調だったが、次第に販売部数を下げていくこととなる。理由のひとつに、速報性や攻略の量でインターネットに圧され、個人レベルで情報の発信や収集が容易にできるようになったことがある。これはゲーム出版界全体の懸念材料でもある。打開策として2006年2月号（2005年12月発売）より、『ゲーメスト』より引き継いだ右開き・本文縦書きの体裁を左開き・本文横書きに変更、ロゴ変更、一部コーナー刷新など、誌面を全面リニューアルした。のちにDVDがセットになったバージョンも発売された。
2006年秋頃から「『アルカディア』が廃刊、もしくは統合される」という噂がインターネット上を中心に広まった。しかし、2006年12月号の記事で編集長が廃刊について完全に否定している。なお、編集部への直接の問い合わせはごく少なかったとも併記されている。
創刊10年目を迎えた2009年6月号（2009年4月発売）では2度目となるリニューアルが行われ、表紙・誌面デザインが一新、編集長も2代目猿渡雅史から杉田哲朗に交代となった。また、これに伴い、増刊として刊行されていた『闘劇魂』『アルカディアカードゲームコンプリート』は休刊となり、それらの内容は本誌に統合されることとなった。
2013年4月30日発売号以降、月刊から隔月刊に移行。
2015年2月28日発売号をもって定期刊行は終了となり、以降の刊行は不定期となる。
今後の情報配信は『週刊ファミ通』やファミ通.comで行うとしている。

## エンターテイメント面
同誌は、エンターテイメント面においても『ゲーメスト』時代のコンセプトを受け継いでいる。

### 主なイラスト投稿コーナー
あそし
『GUILTY GEARシリーズ』に登場するキャラクターの投稿イラストのみを掲載するページ。同シリーズに登場するキャラクター・ブリジットを男らしくするという趣旨の小コーナー「ブリっち更生部屋」を内包している。
KOFっ子
『ザ・キング・オブ・ファイターズ』シリーズに登場するキャラクターの投稿イラストのみを掲載するページ。このページも小コーナーが幾つか存在している。
ゲルエロス村
成人向けとは言わないまでも、15禁レベルに相当するようなきわどい投稿イラストを掲載するコーナー。
ブリセル大作戦
各種アーケードゲームに登場する男性キャラクターを投稿者各々が好きなように女体化させるという趣旨で行われるイラスト投稿コーナー。コーナー名の由来は、『ヴァンパイア』シリーズに登場するキャラクター・デミトリ＝マキシモフが使う技「ミッドナイトブリス」と、アトラスのアクションゲーム『プリクラ大作戦』の語呂合わせから。

### その他
同人関係
同人誌の紹介（18禁の作品も男性向け・女性向け共に分け隔てなく紹介している）、同人活動に関係するイベント・専門用語・ビギナーガイドの紹介などを行うコーナーが創刊当時より連載されていた。また、アーケードゲームを題材としたガレージキットを紹介するコーナー「立体貴族」も不定期（主にフィギュア関連イベント開催直後）に掲載される。一般向けのゲーム雑誌でありながらこのような企画を掲載していることから、同誌はアーケードゲームの二次創作に対しかなり寛容（「推奨」と言った方が適切か）と考えられる。
誤植
別冊ムック『闘劇魂』Vol.9に掲載した『バーチャファイター5R』の紹介記事にて、見開き2ページの技の写真が全て同じというミスがあった。『ゲーメスト』は誤植が頻発した雑誌だったこともあり、一部で話題となった。
広告
アーケードゲームの専門誌でありながら、家庭用ゲームの広告も多数掲載されており、特にアーケードからの移植作が多い。
猛者通信
ゲーメスト時代の1997年より連載開始、その後休止や微妙なタイトル変更を経て現在に至る。

## 増刊・別冊（ARCADIA EXTRA）
- 闘劇魂（闘劇関連情報の専門誌）
  - 闘劇魂MAX（闘劇関連タイトルによる闘劇以外の大会を特集したDVD付き別冊）
- アルカディアカードゲームコンプリート（トレーディングカードアーケードゲーム専門誌）